# بهاگ
بهاگ (به انگلیسی: Bhag) یک منطقهٔ مسکونی در پاکستان است که در ایالت بلوچستان واقع شده‌است.